# Andrej Lukanov
Andrej Karlov Lukanov (in bulgaro Андрей Карлов Луканов?; Mosca, 26 settembre 1938 – Sofia, 2 ottobre 1996) è stato un politico bulgaro e primo ministro della Repubblica Popolare di Bulgaria.

## Biografia
Lukanov nacque a Mosca, allora Unione sovietica, in una famiglia di esuli comunisti bulgari. Sua madre aveva origini ebraiche. Abbandonato dalla propria famiglia, suo nonno fu vittima delle purghe di Stalin.
Andrej Lukanov fece ritorno in Bulgaria da bambino, quando il partito comunista prese il potere. Su padre, Karlo Lukanov, (1897-1982), divenne una figura di spicco nel partito e servì come ministro degli esteri della Bulgaria dal 1956 al 1961. Andrej entrò a far parte del partito nel 1963 cominciando la propria carriera con incarichi all'estero. Rappresentò la Bulgaria all'interno delle Nazioni unite e nel Comecon. I suoi incarichi all'estero proseguirono fino a che divenne ministro degli esteri nel 1987. Si dimise da questa posizione nel 1989 e prese parte al rovesciamento del leader Todor Živkov. Lukanov divenne quindi uno dei membri più importanti dell'ala riformista del partito comunista e fu nominato primo ministro dal 3 febbraio al 7 ottobre 1990.
Lukanov fu accusato di appropriazione indebita nel 1992 ed arrestato, ma le accuse decaddero in breve. Lukanov continuò a partecipare alla vita politica del paese all'interno del Partito Socialista Bulgaro fino alla morte. Nel 1995 cominciò a criticare vari membri i quali riteneva che non fossero abbastanza riformisti o che avessero tendenze staliniste.
Lukanov fu assassinato nell'ottobre 1996, all'età di 58 anni, al di fuori dell'edificio dove viveva a Sofia. Gli fu sparato alla testa da un'unica persona che riuscì in seguito a fuggire e non fu mai catturata. Il movente dell'omicidio non è mai stato chiarito. Venne in seguito arrestato un imprenditore bulgaro, Angel Vasilev, con posizioni vicine al governo socialista del tempo, ma dopo un lungo processo gli accusati vennero scagionati.

## Fonti
- T. Tašev (1999). Министрите на България 1879-1999 (Ministri della Bulgaria 1879-1999). Sofia: Casa editrice accademica "Marin Drinov".